# Трахни меня
«Тра́хни меня́» (фр. Baise-moi) — французский фильм Виржини Депант и Корали Чинь Тхи, выпущенный в 2000 году. Основан на романе Депант, впервые опубликованном в 1999 году.

## Сюжет
Проститутка и порноактриса Ману и Надин побывали на самом дне жизни и не по наслышке знают, что такое изнасилование, алкоголь, избиения и смерть самых близких людей. Они озлоблены на весь мир и готовы мстить за унижение каждому, кто попадется на их пути. Чтобы познать вкус безграничной свободы, они отправляются в путешествие, которое заполняют сексом, кровавыми убийствами и грабежами.

## Критика
В фильме присутствует много сцен реального, несимулированного секса (некоторые актеры фильма раньше снимались в профессиональном порно), демонстрируются половые органы мужчин и женщин крупным планом, также картина переполнена насилием, стрельбой и сценами употребления алкоголя и наркотиков.
Фильм получил интенсивное освещение в СМИ из-за наличия в нём крайне жестоких и «взрослых» сцен. Большей частью фильм получил негативные отзывы.

## В ролях
- Карен Ланком (в титрах под настоящим именем — Карен Бах) — Надин.
- Рафаэла Андерсон — Ману.
- Селин Боньо — блондинка в бильярдном клубе.
- Адама Ньян — мужчина в бильярдном клубе.
- Марк Барроу — работник гостиницы.
- Дельфин МакКарти — соседка по комнате.
- Патрик Оделин — Фрэнсис.
- Ян Скотт[англ.] — насильник.
- Титоф[фр.] — «симпатичный парень».
- Уассини Эмбарек — Радуан.
- Себастьян Баррио[фр.] — парень в свингер-клубе.
- Эрве-Пьер Густав — Тарек.
- Паскаль Сент Джеймс
- Зенза Реджи